# Anza (wokalistka)
Anza Ōyama (jap. 大山アンザ Ōyama Anza; ur. 4 marca 1976 w Ōmuri) – japońska wokalistka i aktorka. Anza Ōyama znana jest z roli Usagi Tsukino w trzynastu niezależnych musicalowych adaptacjach mangi Czarodziejka z Księżyca. Od 1999 roku pozostaje także wokalistką zespołu metalu alternatywnego Head Phones President. W latach 90. była członkinią zespołu popowego Sakurakko Club.

## Wybrana dyskografia
- Head Phones President – Folie A Deux (2007, United Asia Link)
- Head Phones President – Prodigium (2010, Spiritual Beast)
- Head Phones President – Disillusion (2013, Radtone Music)

## Wybrana filmografia
- Bishōjo Senshi Sērā Mūn: Gaiden Dark Kingdom Fukkatsu-hen (1993)
- Bishōjo Senshi Sērā Mūn: Gaiden Dark Kingdom Fukkatsu Hen (Kaiteiban) (1993)
- Bishōjo Senshi Sērā Mūn S: Usagi - Ai no senshi e no michi (1994)
- Bishōjo Senshi Sērā Mūn S: Henshin - Super senshi e no michi (1994)
- Bishōjo Senshi Sērā Mūn S: Yume senshi - Ai - Eien ni... (1995)